# Hubová
Hubová (hongrois : Gombás) est un village de Slovaquie situé dans la région de Žilina.

## Histoire
La première mention écrite du village date de 1425.

## Démographie

### Évolution de la population
| Année:               | 1994. | 2004.   | 2014.   | 2024.   |
| -------------------- | ----- | ------- | ------- | ------- |
| Nombre de personnes: | 1057  | 1063    | 1060    | 1085    |
| Différence:          |       | +0,56 % | -0,28 % | +2,35 % |

| Année:               | 2023. | 2024.   |
| -------------------- | ----- | ------- |
| Nombre de personnes: | 1088  | 1085    |
| Différence:          |       | -0,27 % |